# Trapstornadores
Trapstornadores es el decimocuarto álbum y décimo álbum de estudio del cantante dominicano de música cristiana Redimi2. Fue lanzado el 20 de julio de 2018. Dentro del álbum, se destacan los sencillos: «Trapstorno», «Por un like», «Quién contra mí», «Asina Nona» y «La fiesta».

## Estilo
Este álbum presenta el estilo musical clásico de Redimi2 donde se centra bajo el género del trap. Asimismo, cuenta con la participación de varios artistas del género urbano cristiano, tales como Philippe, Natan el Profeta, Rubinsky RBK, Alex Zurdo, Lizzy Parra y Leo El Poeta, entre otros. Además, cuenta con la participación de su esposa Daliza Cont y su hija Samantha.
Con respecto al trabajo discográfico de estudio anterior, se centra en canciones bajo el ritmo de trap (a excepción de «Esto suena bien» y «La fiesta»). Algunas de estas han sido tomadas como "indirectas" para artistas de la música secular como también ciertas en cuanto al contenido del trap como género.
El nombre del álbum es un juego de palabras entre "trap" y "trastorno", esto es en referencia a la primera canción del álbum, la cual es «Trapstorno». Asimismo, se hace mención del Movimiento MC 1615, la cual es en referencia al capítulo 16, versículo 15 del Evangelio de Marcos: "... Id por todo el mundo y predicad el evangelio a toda criatura".

## Videos musicales
Las canciones del álbum generaron mucha tendencia en las redes sociales. Dentro de las redes, se atribuía al álbum como "tiradera" para varios artistas del ámbito secular así como indirectas a otras personalidades. Además, el concepto de trap por parte de Redimi2 hizo que varios youtubers hicieran videos comentando sobre el contenido de sus canciones y algunos grupos de jóvenes cristianos grabaran sus propias versiones de estas.

### Trapstorno
«Trapstorno» es el primer sencillo y videoclip del álbum. Cuenta con la participación de Natan el Profeta, Rubinsky RBK y Philippe. El videoclip comienza con Philippe confrontando a un rapero secular en una guerra de rap (alusión al video viral que hizo conocido a Philippe). Luego se presenta a Rubinsky predicando en su barrio aunque la gente no le presta atención por sus problemas. A esto, le secundan Natan y Redimi2 quienes rapean y cantan.
La canción como tal, habla acerca del mal uso del trap comercial con contenido violento y obsceno. La misma hace mención de artistas relacionados al trap, tales como Meek Mill, Migos y Bad Bunny. A esto, se hace conciencia sobre la cosificación de la mujer y la promoción de valores a través de la música. Por este contenido, se convirtió en una tendencia en redes sociales, donde varios jóvenes hacían críticas positivas, felicitaciones e incluso, empezaron a sacar nuevas versiones con base en la música de esta canción.

### Por un like
Es el tercer sencillo y segundo videoclip del álbum. Cuenta con la participación de Lizzy Parra y Angel Brown. La canción relata la dependencia de la juventud sobre las redes sociales, el uso de la tecnología y el estilo de vida adoptado por esta. Además, Lizzy describe en la canción sobre la situación de las mujeres dentro de las redes.

### Quién contra mí
«Quién contra mí» es el cuarto sencillo y tercer videoclip del álbum, y cuenta con la participación de El Leo. La canción aborda el tema de la discriminación a cuanto a los cristianos. En la misma, se hace mención sobre el caso de la youtuber colombiana Kika Nieto, quien había sufrido cyberbullying por parte de otros youtubers por sus comentarios sobre la homosexualidad. Debido a esto, nuevamente se convirtió en otra tendencia en redes sociales donde Redimi2 alentó a Kika Nieto en defender su fe cristiana y de ahí, Kika presentó su video con el hashtag #MiFeSinCensura.

### Asina Nona
«Asina Nona» es el quinto sencillo y cuarto videoclip del álbum, y cuenta con la participación de su hija Samantha. El videoclip comienza con Redimi2 cantando una canción infantil pero a Samantha no le gusta por lo que le sugiere hacerlo con un ritmo distinto. La canción habla sobre la influencia de la música en los niños, la actitud de los haters en redes sociales y, la educación de los padres sobre sus hijos. Dentro de la letra, se hace una mención breve sobre Romeo Santos y su canción «Perjurio» del álbum Golden.

### La fiesta
«La fiesta» es el sexto sencillo y quinto videoclip del álbum. Cuenta con la actuación especial del youtuber y comediante Juan Giménez, de la banda Montreal. La canción y el videoclip relatan la historia de un joven al que lo invitaron a una fiesta, a lo que acepta; pero se lleva la sorpresa de que la fiesta a la que fue estaba situada en una iglesia. Juan de Montreal interpreta tres papeles en el videoclip.

## Lista de canciones
| N.º | Título                                                                | Escritor(es)                                                         | Duración |  |
| 1.  | «Trapstorno» (con Natan El Profeta, Rubinsky RBK y Philippe)          | Willy González · Natanael Philippe · Esteban Philippe · Manuel Nuñez | 5:54     |  |
| 2.  | «Esto suena bien» (con Alex Zurdo y Oveja Cósmica)                    | Willy González · Alexis Vélez                                        | 4:12     |  |
| 3.  | «Armado y peligroso» (con Madiel Lara, Dominico González y Sr. Perez) | Willy González · José González · Franklin Perez                      | 5:39     |  |
| 4.  | «La fiesta»                                                           | Willy González                                                       | 4:47     |  |
| 5.  | «Más de ti» (con Blanca)                                              | Willy González                                                       | 3:55     |  |
| 6.  | «Me liberé» (con Jay Kalyl)                                           | Willy González                                                       | 3:38     |  |
| 7.  | «Cuando el corazón llora» (con Daliza Cont)                           | Willy González                                                       | 3:36     |  |
| 8.  | «Asina Nona» (con Samantha)                                           | Willy González                                                       | 4:43     |  |
| 9.  | «Quién contra mí» (con El Leo)                                        | Willy González                                                       | 4:16     |  |
| 10. | «Por un like» (con Lizzy Parra y Angel Brown)                         | Willy González · Lisbet Parra · Angel Moreno                         | 4:08     |  |
| 11. | «Nadie como tú» (con Iván Rodríguez)                                  | Willy González · Iván Rodríguez                                      | 3:43     |  |
| 12. | «No pararé» (con Ariel Ramírez y Villanova)                           | Willy González · Ariel Ramírez · Eddy Brea                           | 4:51     |  |